# 甲状腺挙筋
甲状腺挙筋（こうじょうせんきょきん）は頚部の筋肉のうち、原基が移動経路に引いた尾の一部の筋組織からなる筋肉である。甲状腺のホルモン分泌の補助を持つ。出現率は20 - 30%ほどである。
胸骨甲状筋の起始は舌骨または甲状軟骨から起こり、甲状腺に停止する。